# سیارک ۵۰۶۸۷
سیارک ۵۰۶۸۷ (به انگلیسی: 50687 Paultemple، نامگذاری:2000EC117) پنجاه هزار و ششصد و هشتاد و هفتمین سیارک کشف شده‌است که در ۱۰ مارس ۲۰۰۰ کشف شد.